# 양정모
양정모는 다음 사람을 가리킨다.
- 양정모 (1921년)
- [[양정모